# IC 1263
IC 1263 је спирална галаксија у сазвјежђу Херкул која се налази на листи објеката дубоког неба у Индекс каталогу.
Деклинација објекта је + 43° 49' 18" а ректасцензија 17h 33m 7,0s. Привидна величина (магнитуда) објекта IC 1263 износи 13,8 а фотографска магнитуда 14,6. IC 1263 је још познат и под ознакама UGC 10902, MCG 7-36-21, CGCG 226-26, PGC 60481.